# Rotanev
Rotanev (β Delphini / β Del / 6 Delphini / HD 196524) es la estrella más brillante de la constelación del Delfín con magnitud aparente +3,63. El curioso nombre de Rotanev apareció por primera vez en el Cátalogo de estrellas de Palermo de 1814, sin ninguna explicación al respecto. Posteriormente, el astrónomo Thomas Webb descubrió que el nombre fue acuñado por el ayudante del astrónomo Giuseppe Piazzi, Niccolo Cacciatore, quien invirtió su apellido latinizado Venator, convirtiéndolo en Rotanev.
Rotanev es una binaria espectroscópica con sus dos componentes, de magnitudes +4,0 y +4,9, separadas unos 0,65 segundos de arco. Muy similares las dos, son subgigantes blanco-amarillas de tipo espectral F5IV y 6500 K de temperatura; Rotanev A es 18 veces más luminosa que el Sol, mientras que Rotanev B es solo 8 veces más luminosa que nuestra estrella.
La velocidad de rotación de una —o de ambas— estrellas es modesta, 40 km/s.
Por otra parte, Rotanev muestra peculiaridades en su composición química —específicamente en el caso del estroncio— como consecuencia del hundimiento o ascenso de las distintas clases de átomos.
No obstante, su abundancia relativa de hierro es relativamente corriente.
El sistema se encuentra a 97 años luz del sistema solar.
La separación media entre las dos componentes de Rotanev es de 13 UA, aunque la excentricidad de la órbita hace que ésta varíe entre 8 y 18 UA a lo largo del período orbital de 26,7 años.
El apoastro —máxima separación— tuvo lugar en 2002.
Asimismo, hay otras tres estrellas de poca magnitud que visualmente aparecen junto a Rotanev, pero no forman parte del sistema estelar.